# 茲博里夫 (姆利尼夫區)
50°38′16″N 25°35′33″E / 50.63778°N 25.59250°E
茲博里夫（烏克蘭語：Зборів）是位於烏克蘭西北部里夫內州裏杜布諾區的村莊，始建於1923年，面積4.7平方公里，海拔高度229米，2001年人口27，人口密度每平方公里5.7人。